# 雍明苑

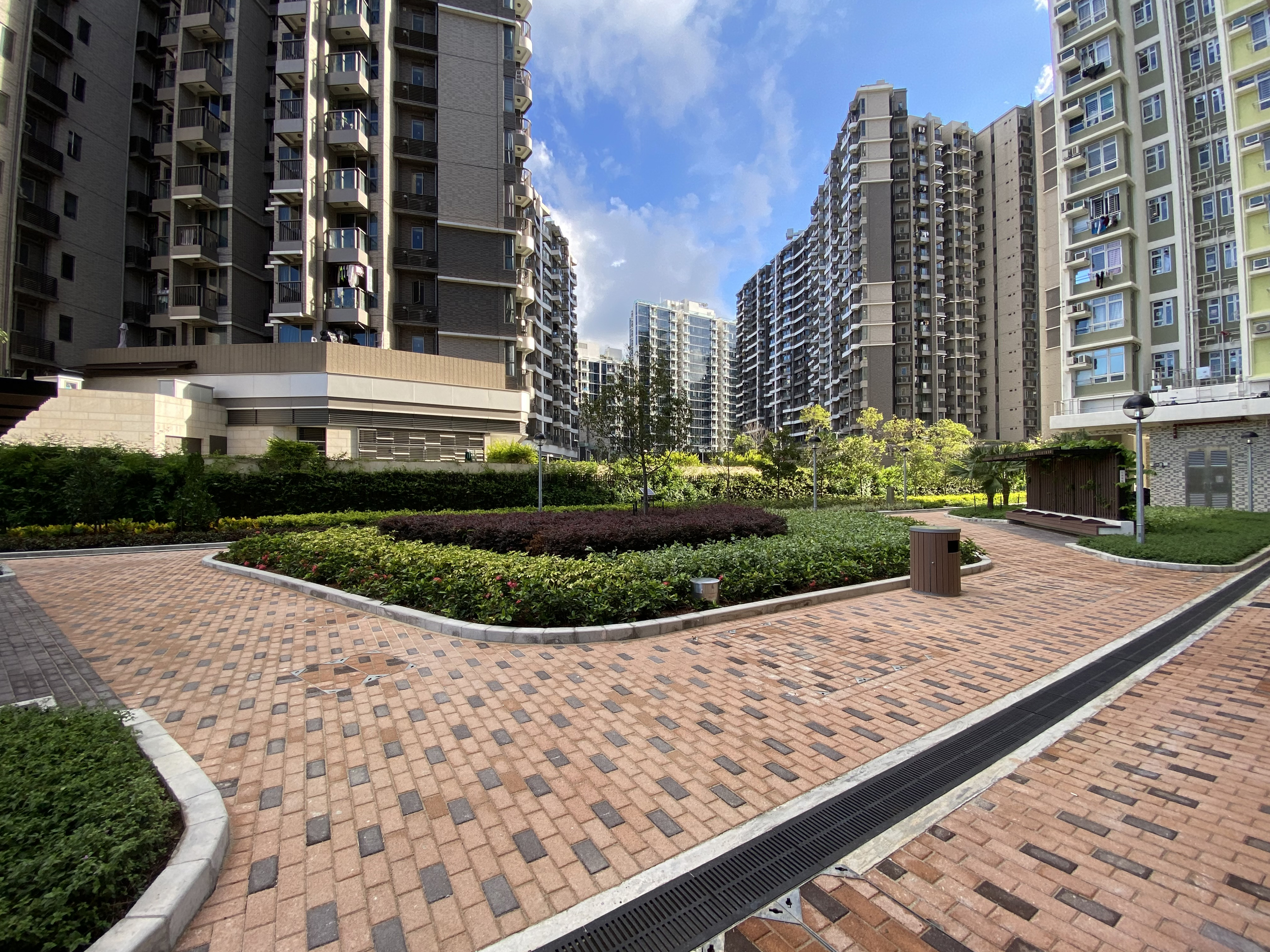
屋苑內的花園

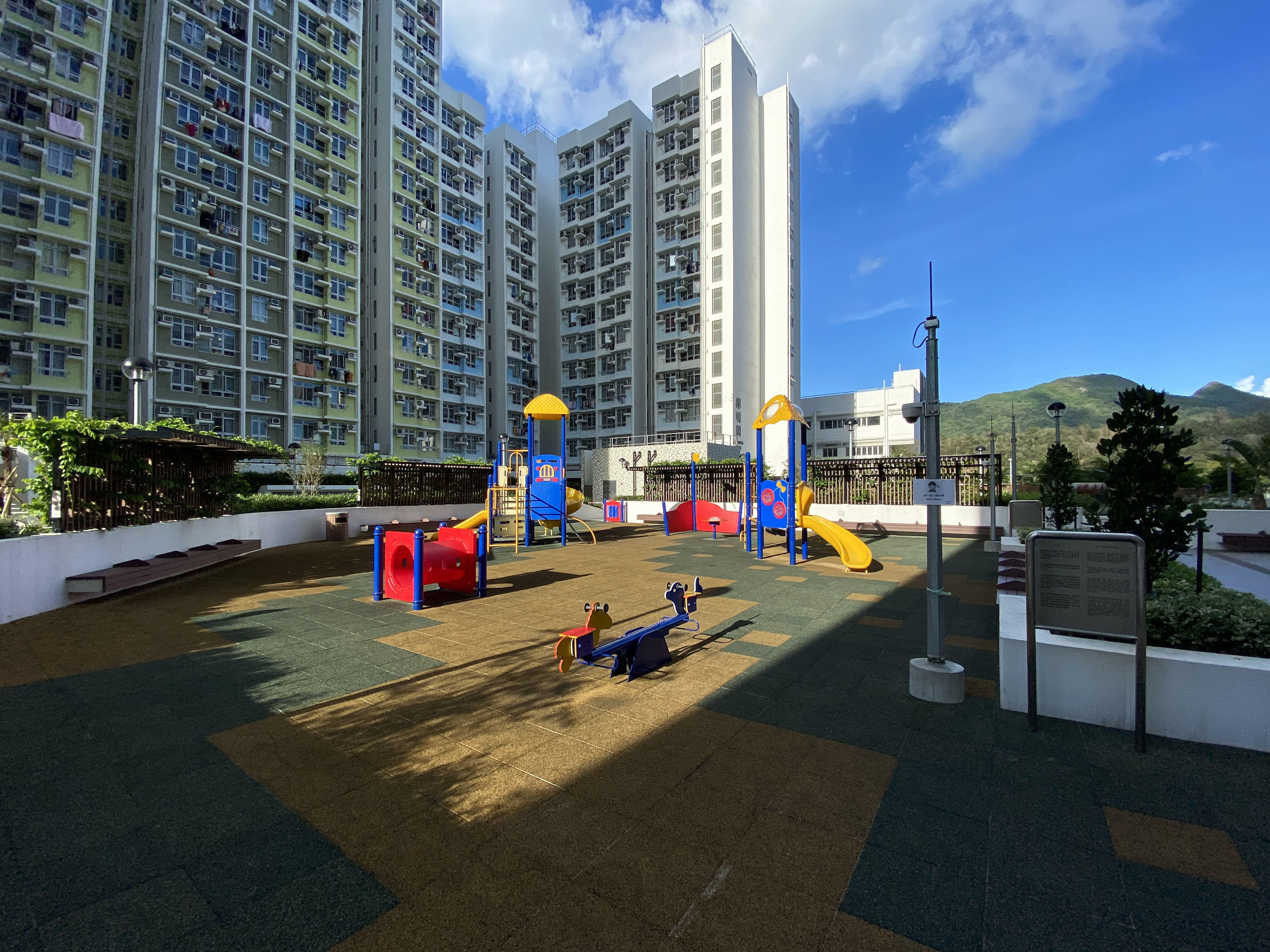
兒童遊樂場

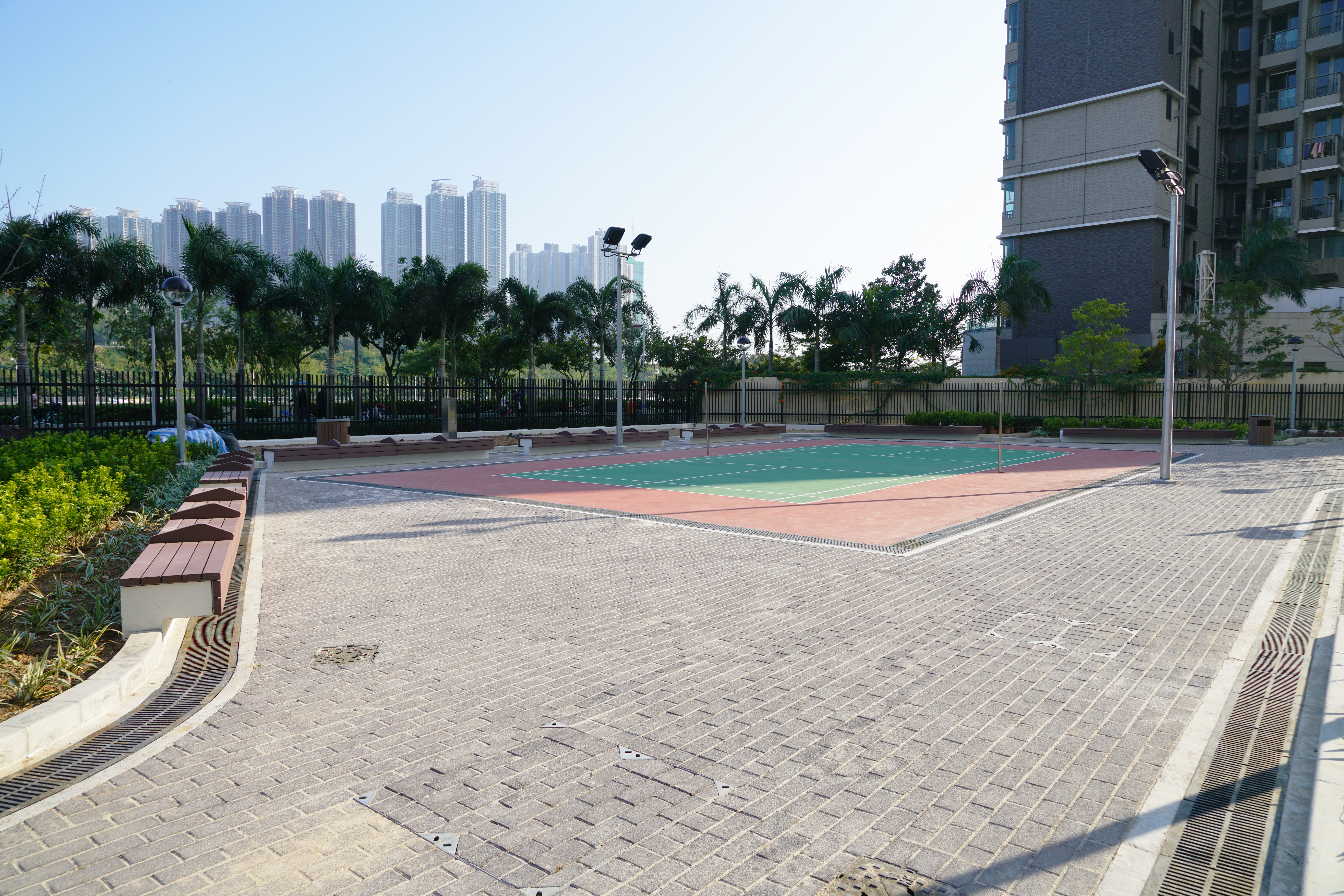
羽毛球場

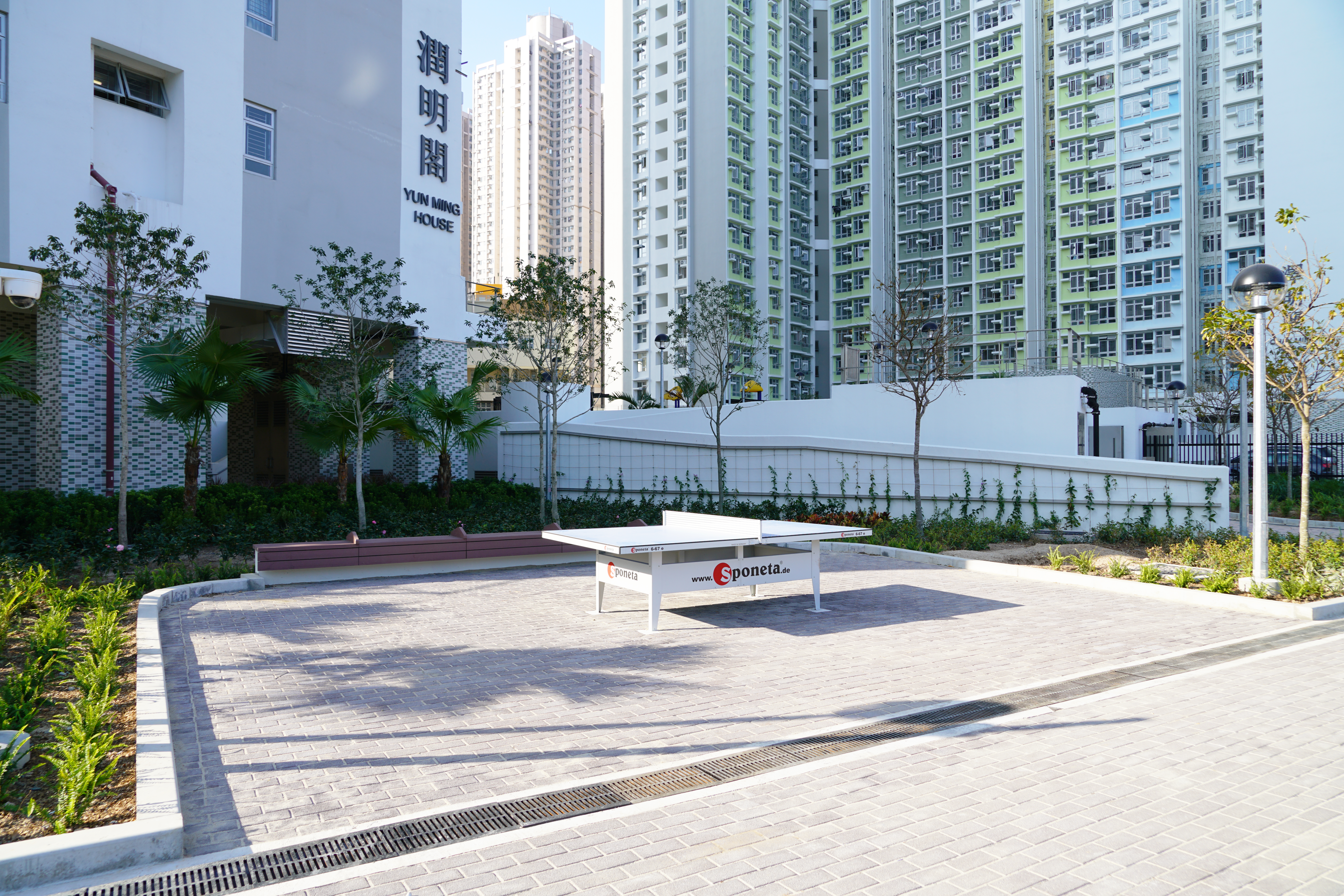
乒乓球桌

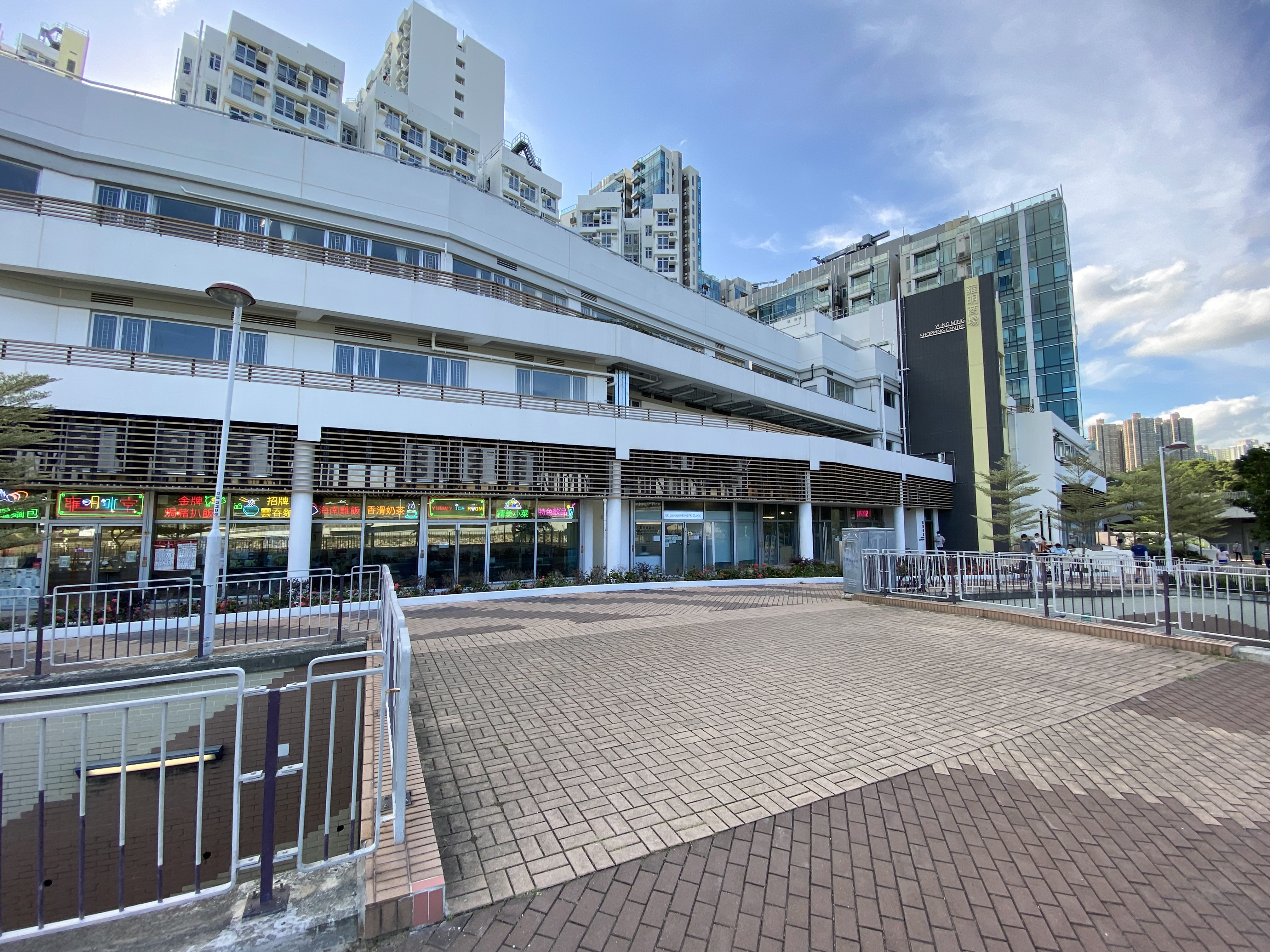
雍明商場

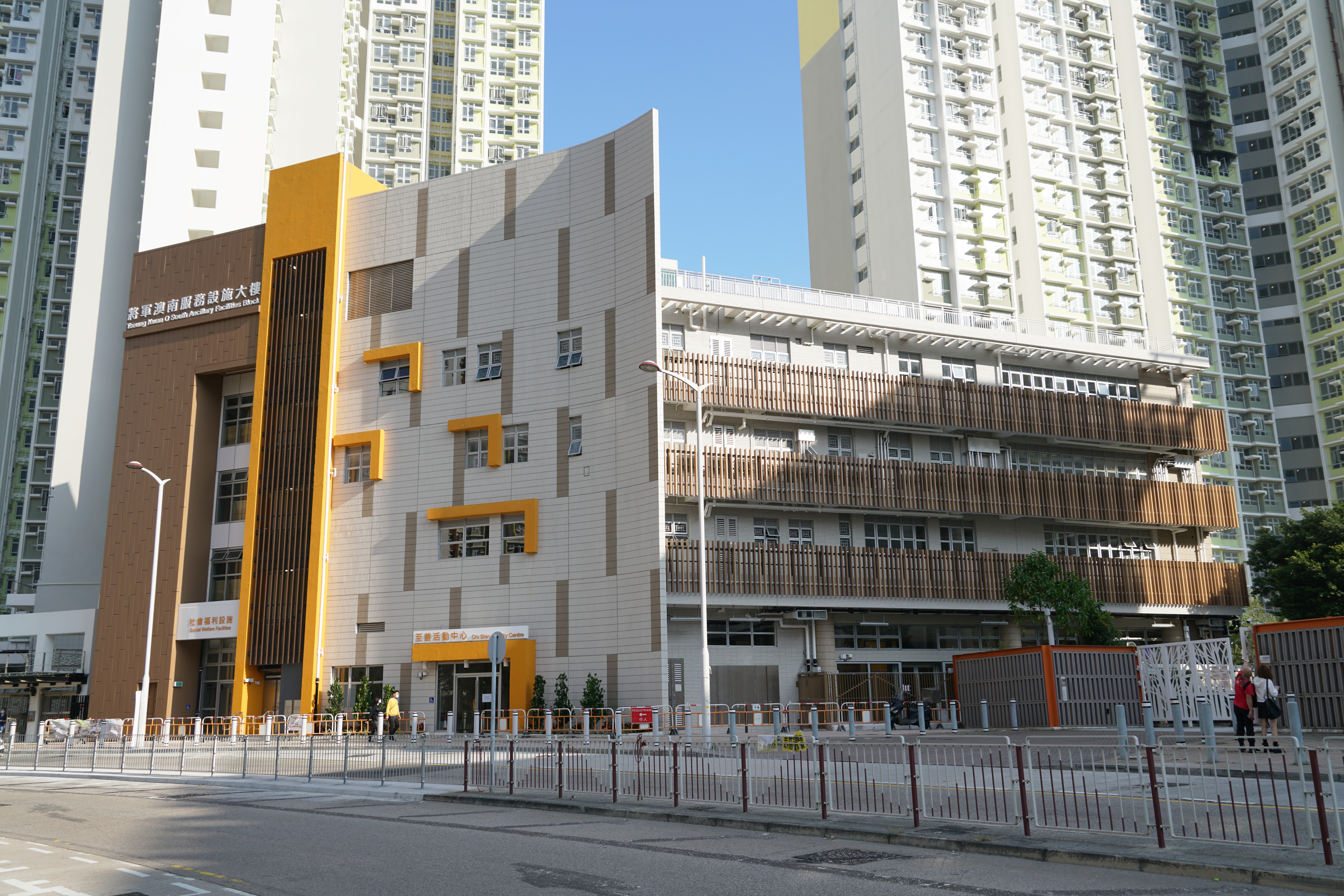
將軍澳南服務設施大樓，圖右上方為潤明閣裝修不慎引起火警的單位，導致樓上數層外牆被熏黑

雍明苑（英語：Yung Ming Court）是香港房屋委員會的居屋屋苑之一，項目編號為SK04，位於新界西貢區將軍澳至善街5號，鄰近寶盈花園及播道書院。屋苑於2020年10月竣工，由房屋署總建築師（5）設計，並由保華建業集團承建，管理公司為城市專業管理有限公司。雍明苑會是西貢區內第19個居屋屋苑。由於雍明苑兩幢大廈估計會在2020年初落成，因此已撥入「居屋2019」計劃發售，並已於2019年5-6月間接受申請，8月15日攪珠，12月9日起揀樓。至2020年10月22日，雍明苑獲批入伙紙，並於11月起開始安排業主收樓。

## 屋苑資料

### 樓宇
屋苑共設兩座26層高樓宇，提供1,395個單位。單位密度方面，潤明閣1-12樓每層30伙，而13樓以上為每層22伙；澤明閣2-12樓每層38伙（1樓設34伙），較天水圍屏欣苑屏彥閣的每層34伙更多；而13樓以上為每層20伙。此屋苑設有可間三房單位，但僅限於澤明閣3、4室。
所有樓宇已於2018年7月初步命名，不過在入伙前更改為現名：
| 樓宇名稱（座號） | 樓宇類型                                 | 落成日期   | 層數 | 每層伙數                             | 每座單位總數（伙） | 建築師              | 承建商       | 提供升降機的廠商 | 原訂名稱 |
| ---------------- | ---------------------------------------- | ---------- | ---- | ------------------------------------ | ------------------ | ------------------- | ------------ | ---------------- | -------- |
| 潤明閣（A座）    | 非標準設計大廈（十字長型）               | 2020年10月 | 26   | 30（1-12樓） 22（13-26樓）           | 668                | 房屋署總建築師（5） | 保華建業集團 | 東芝             | 澤明閣   |
| 澤明閣（B座）    | 非標準設計大廈（十字長型） 連Y型低座附翼 | 2020年10月 | 26   | 34（1樓） 38（2-12樓） 20（13-26樓） | 728                | 房屋署總建築師（5） | 保華建業集團 | 東芝             | 浚明閣   |

所有單位已撥入居屋2019中發售，並於2020年6月5日售出全數單位，是同期第三個售罄的屋苑。其後，潤明閣907、1322、1814及2114室、澤明閣115、424、538、730、1011及1804室即告撻訂，將撥入隨後接受申請的「居屋2020」重售。

### 設施
屋苑設有兒童遊樂場、羽毛球場、園景設施及停車位。另外，屋苑內亦有一座名為「雍明商場」的3層高商場（設6間店舖、1所有6間課室的幼稚園，以及房委會轄下部門辦公室），以及一座4層高服務設施大樓，名為「將軍澳南服務設施大樓」（設社區會堂、長者服務中心、綜合家庭服務中心，以及特殊幼兒中心等社福中心）。當中幼稚園部份已於2021年初，分配予位於同區寶林邨的保良局易澤峰幼稚園改為保良局葉吳彬彬幼稚園作遷校之用。

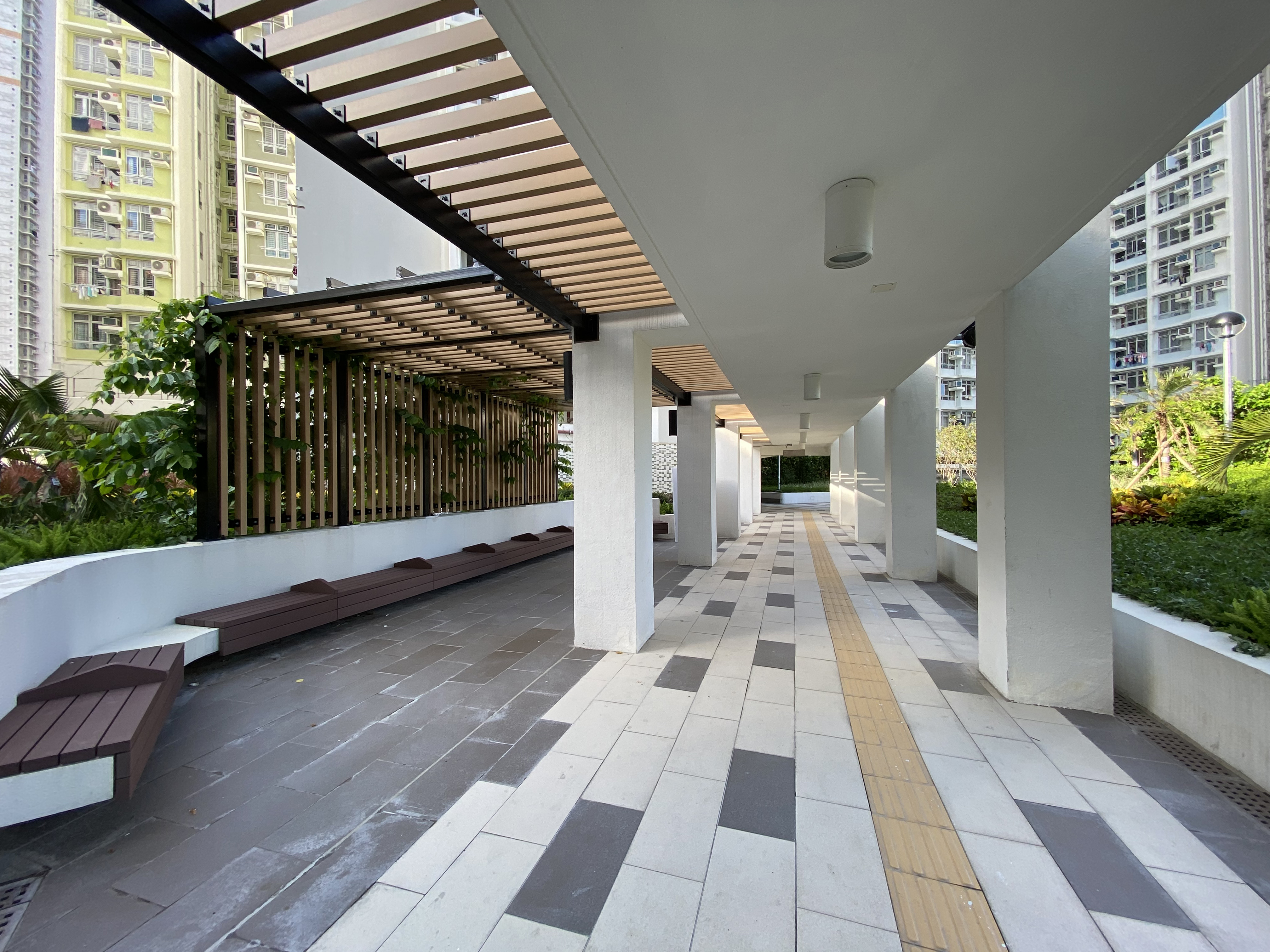
有蓋行人通道
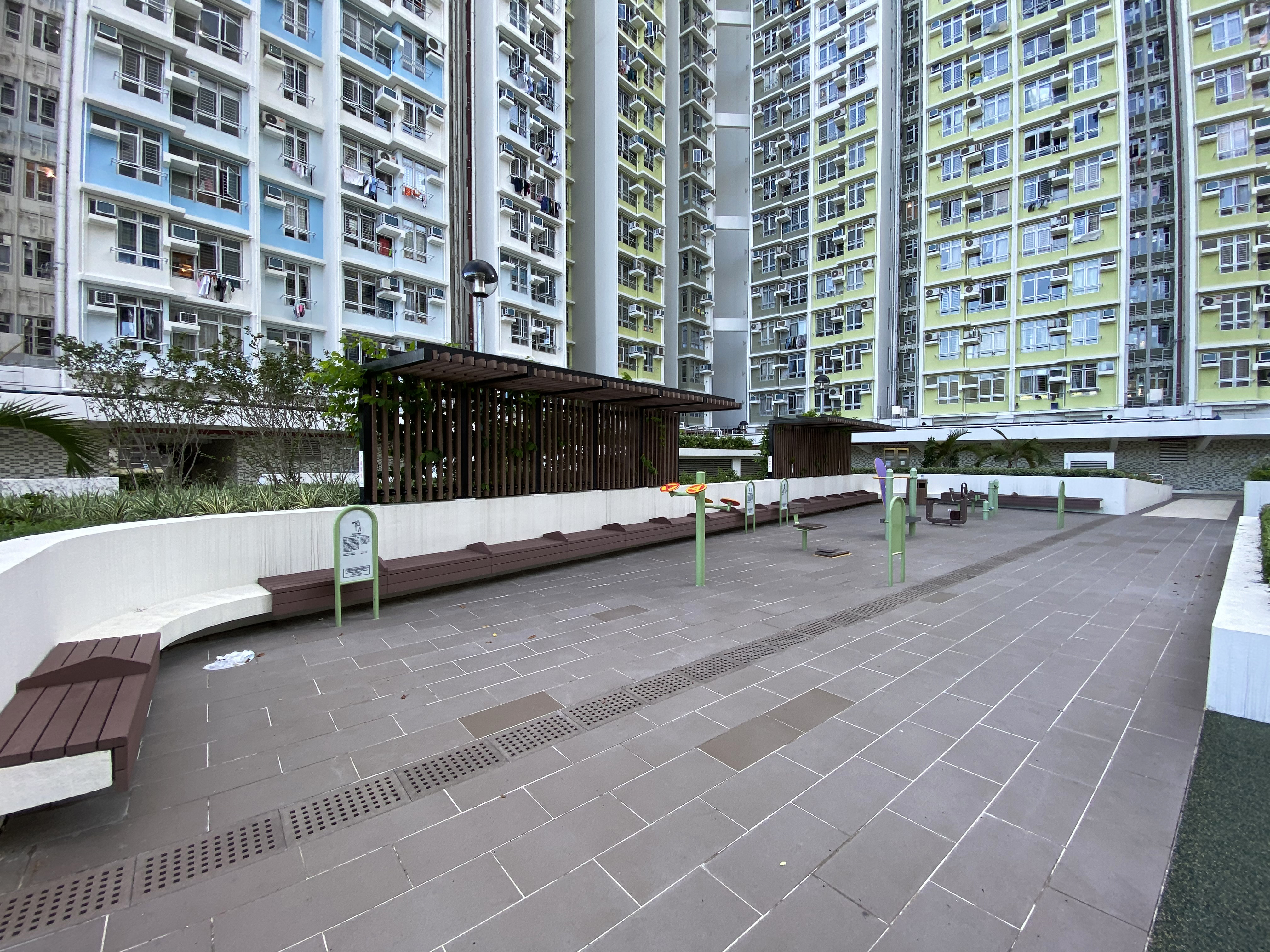
健體區地面未有鋪上保護墊
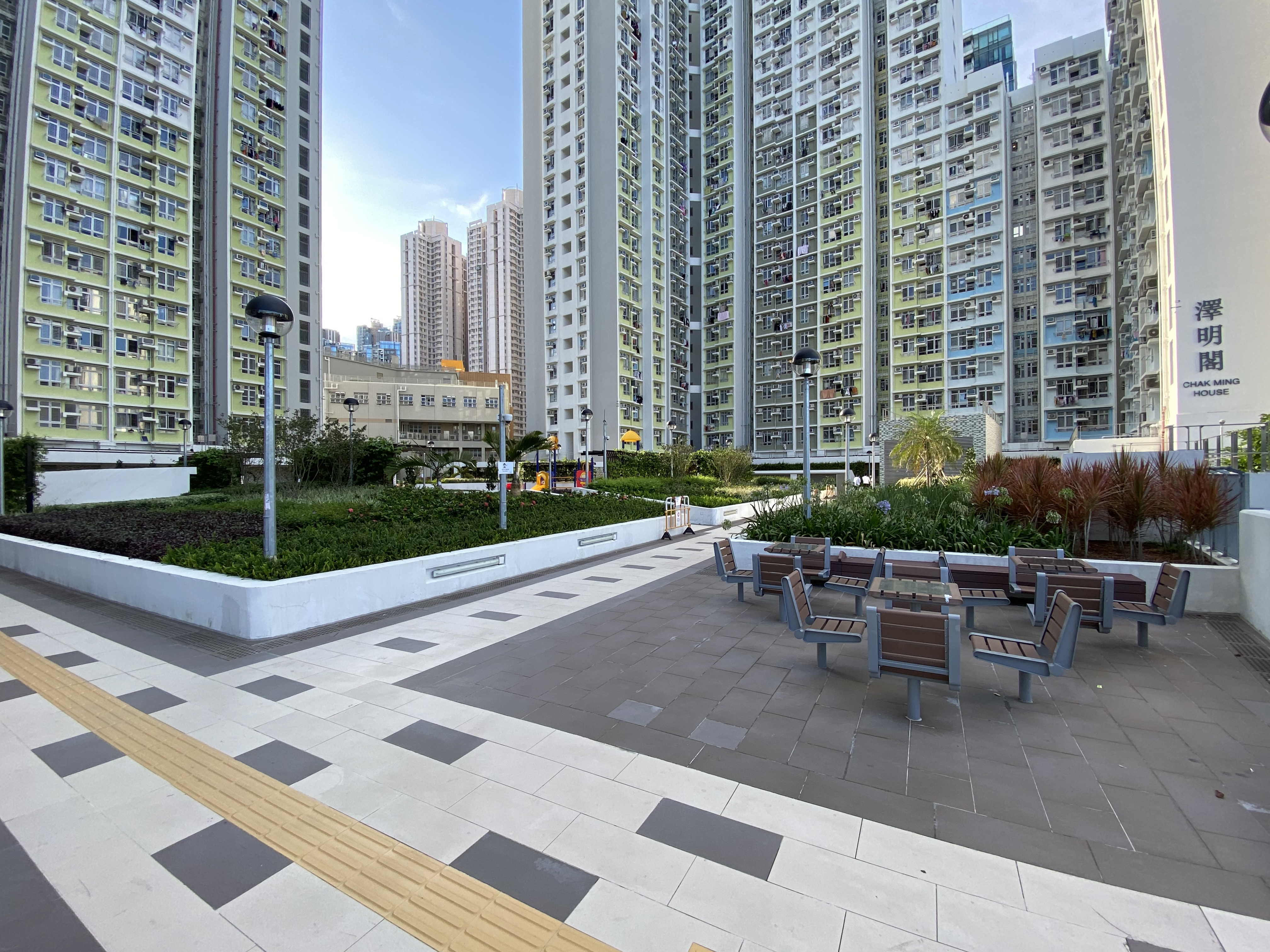
棋桌
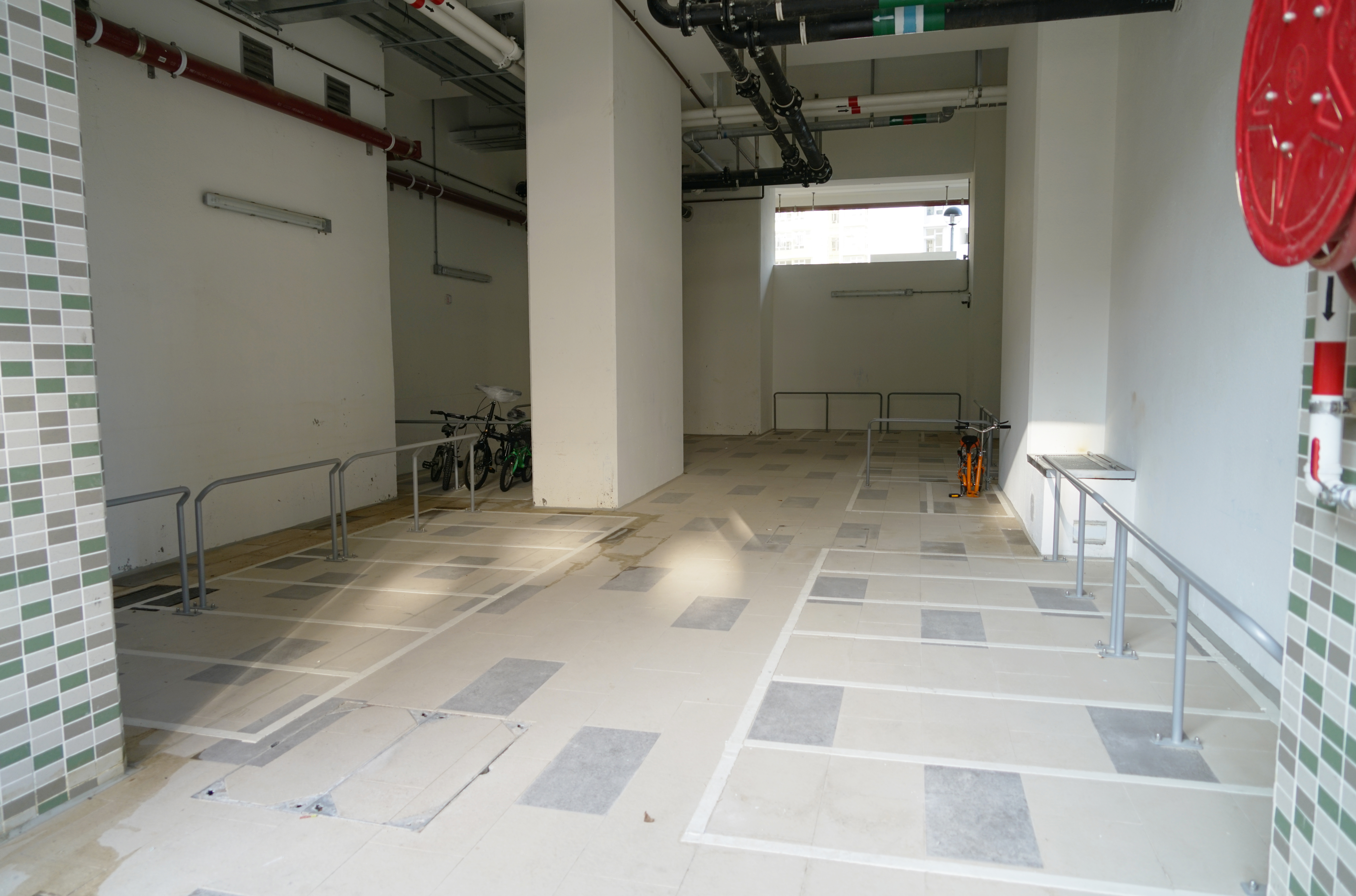
單車停泊處
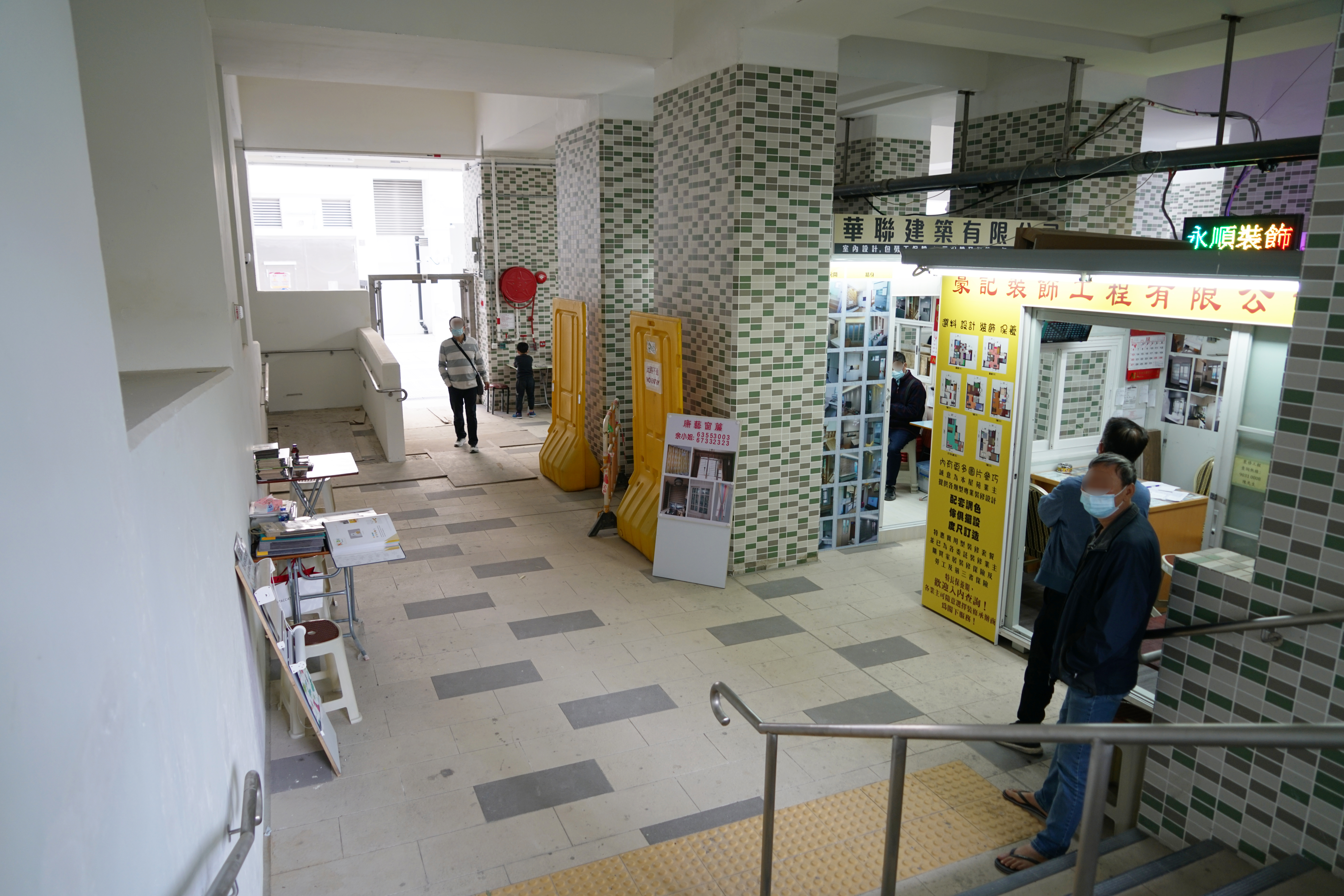
裝修承辦商，入伙初期運作

## 興建期間圖片集

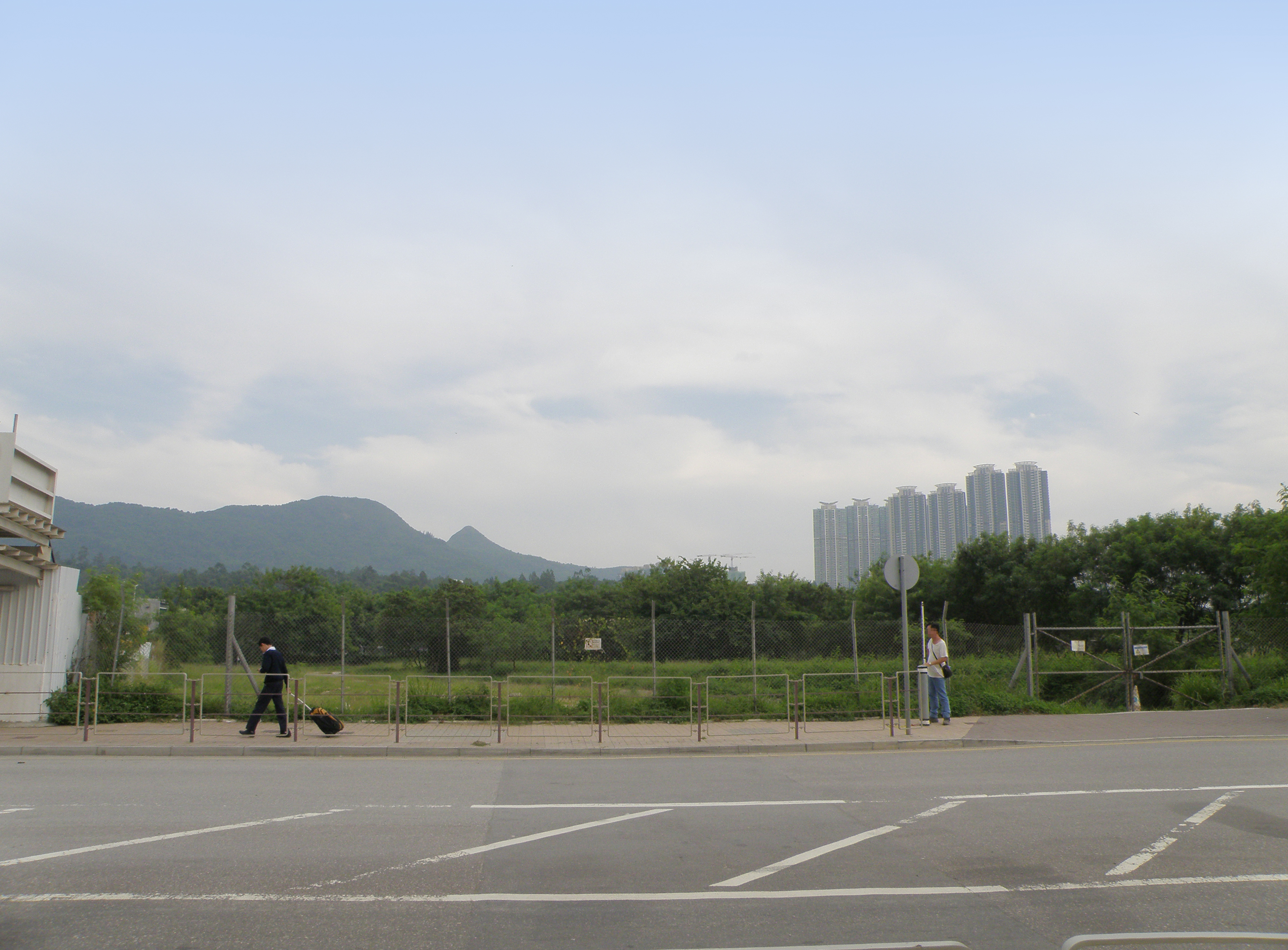
動工前為草地，2015年10月
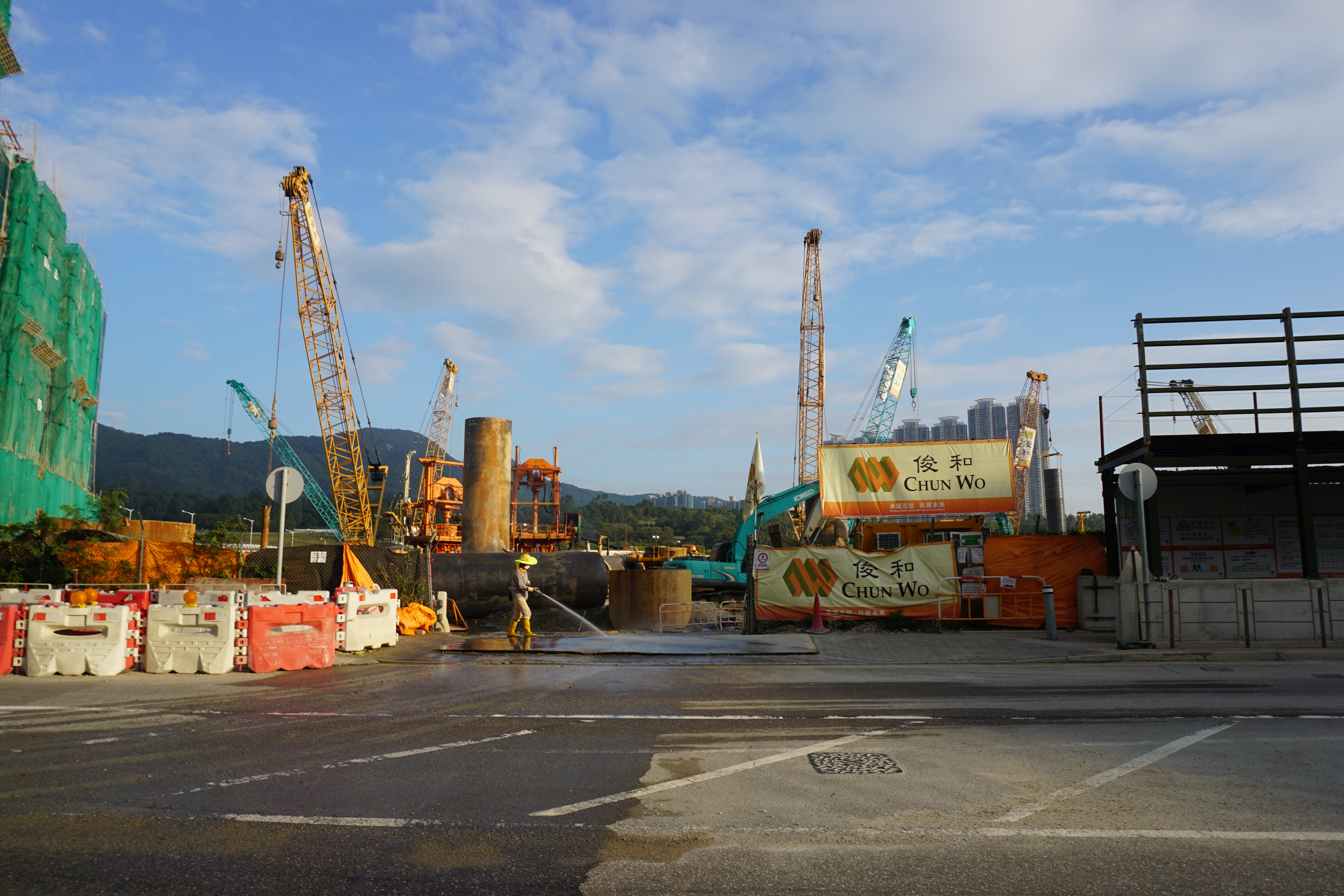
地基工程，2016年12月
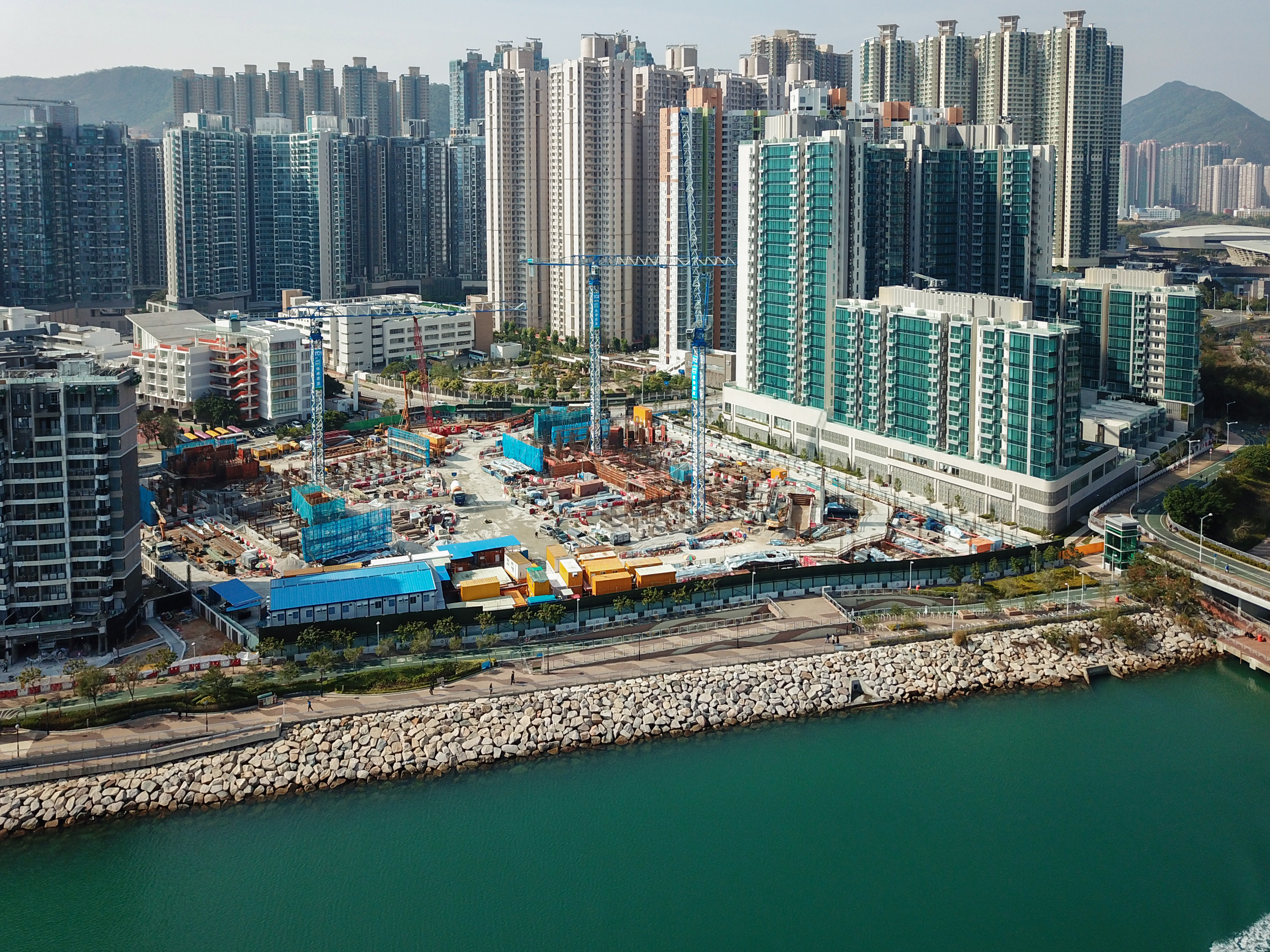
興建中，2018年2月
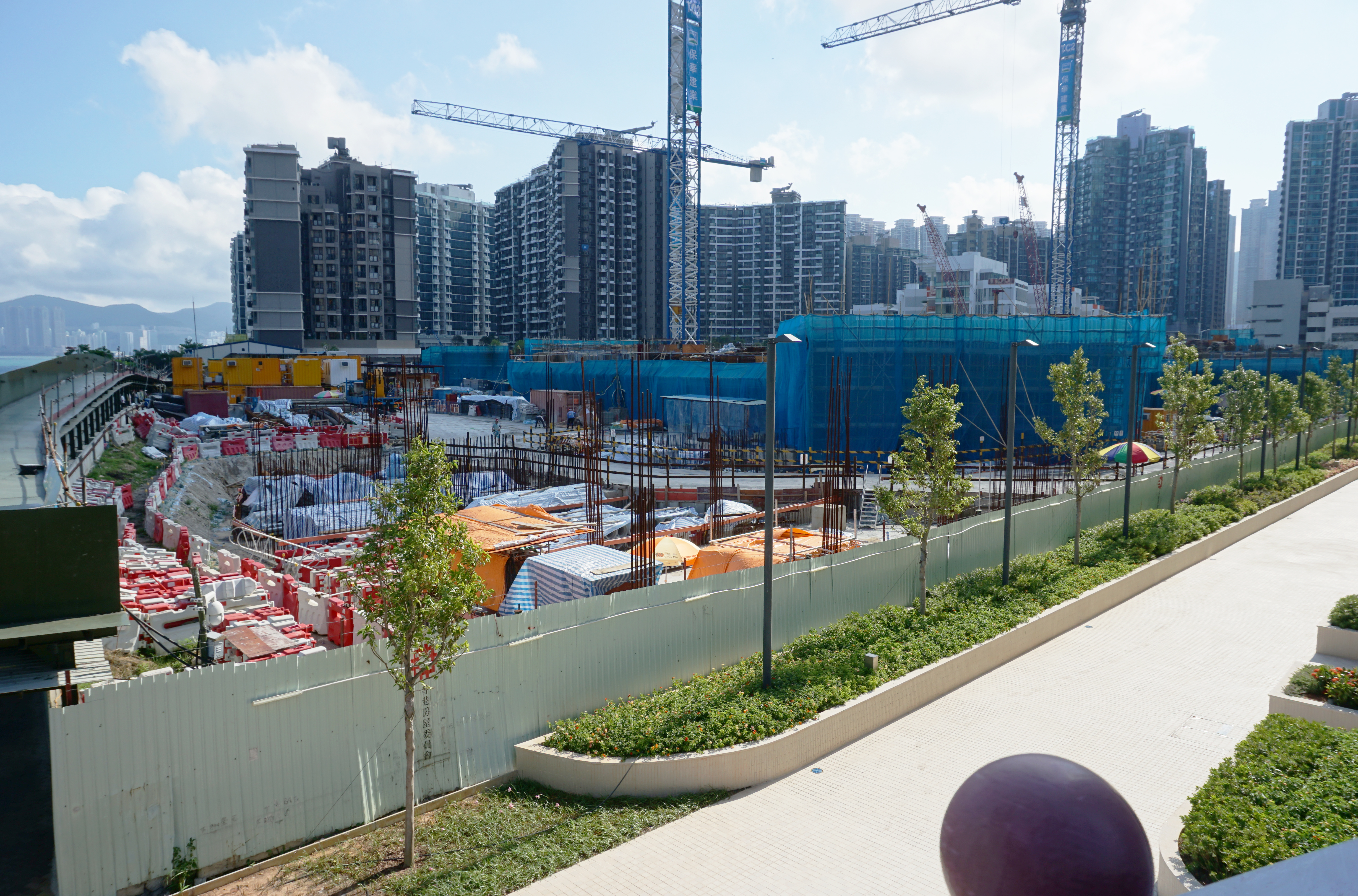
興建中，2018年5月
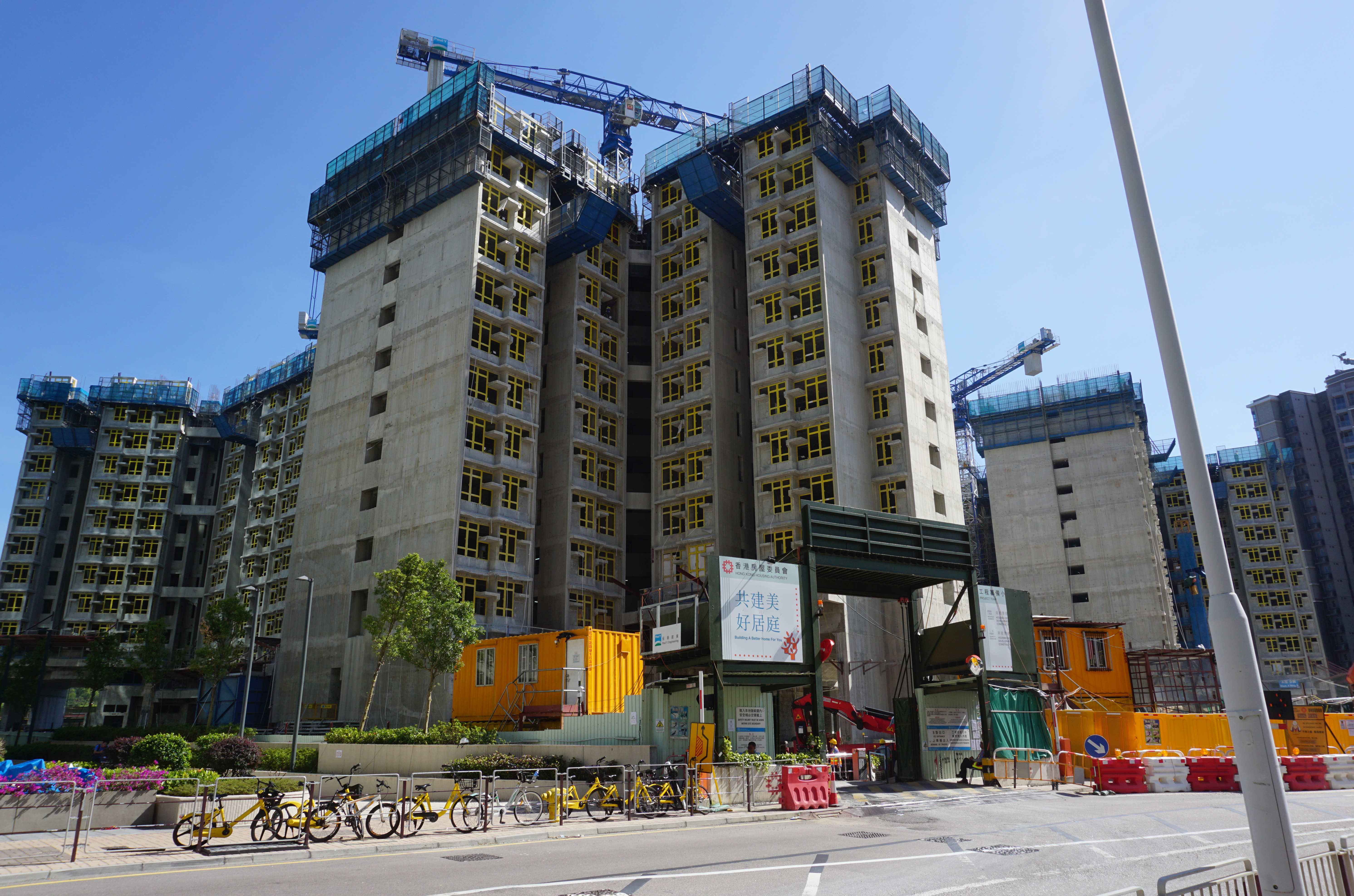
興建中，2018年10月
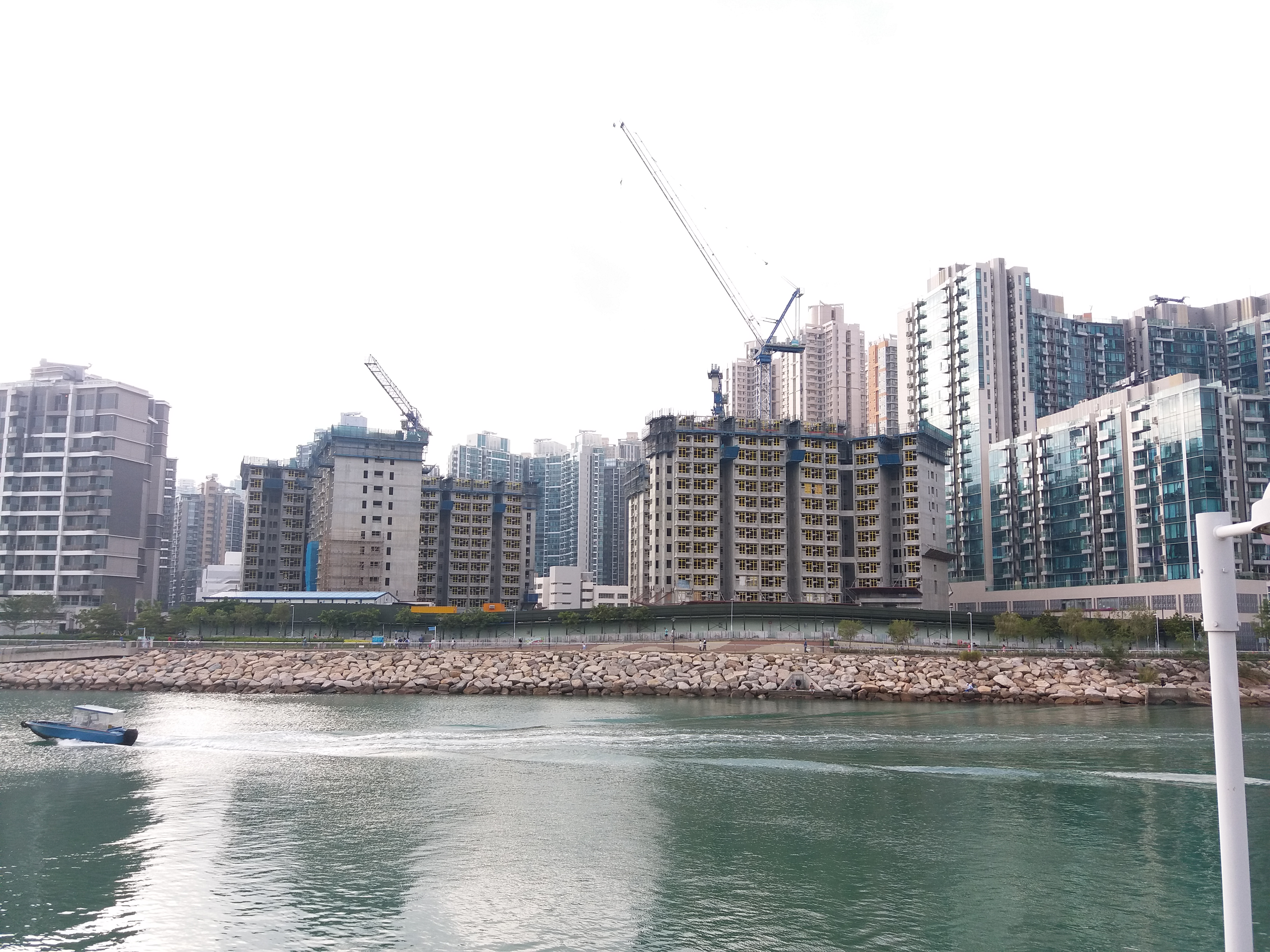
興建中，2018年11月
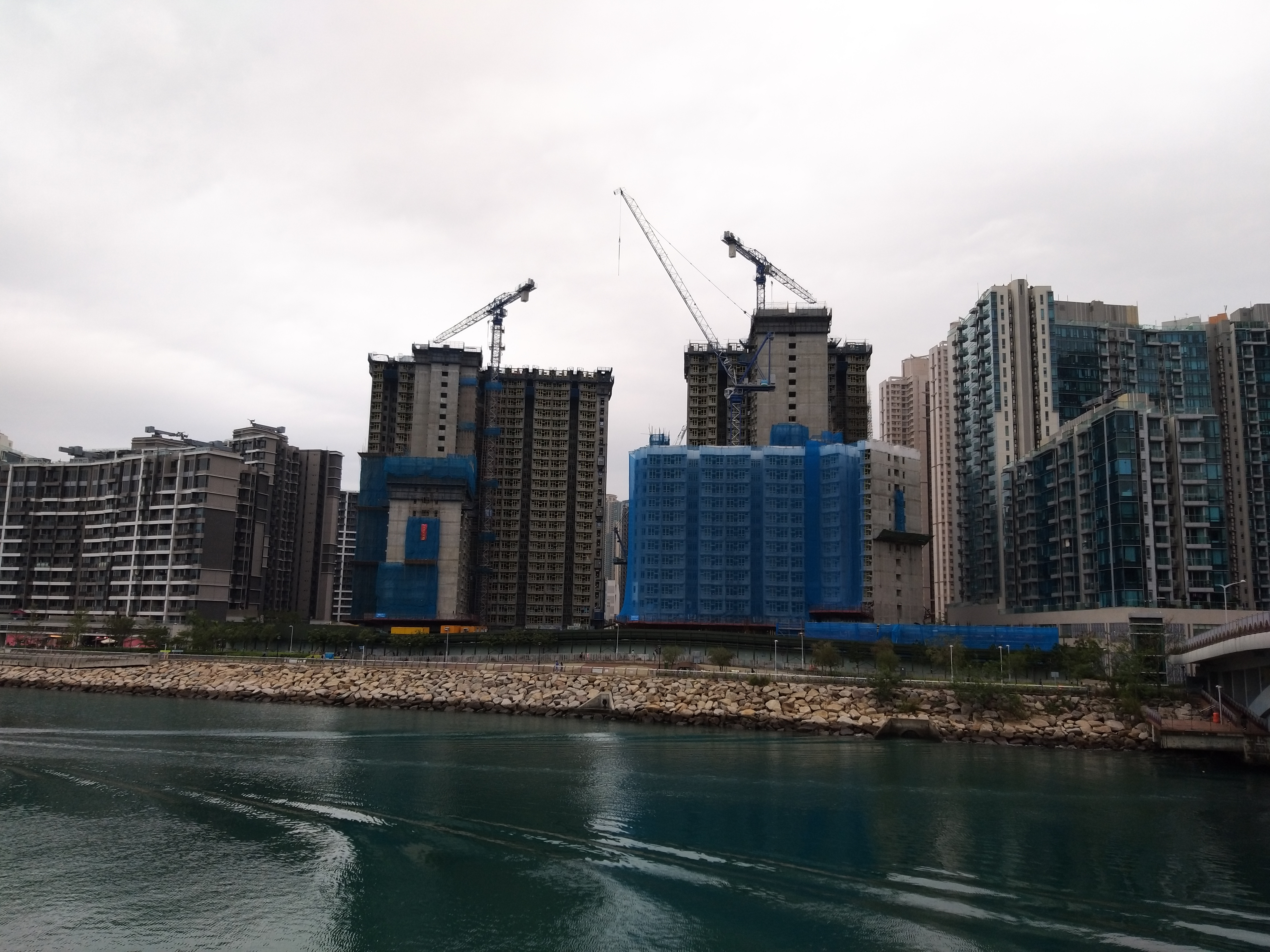
興建中，2019年3月
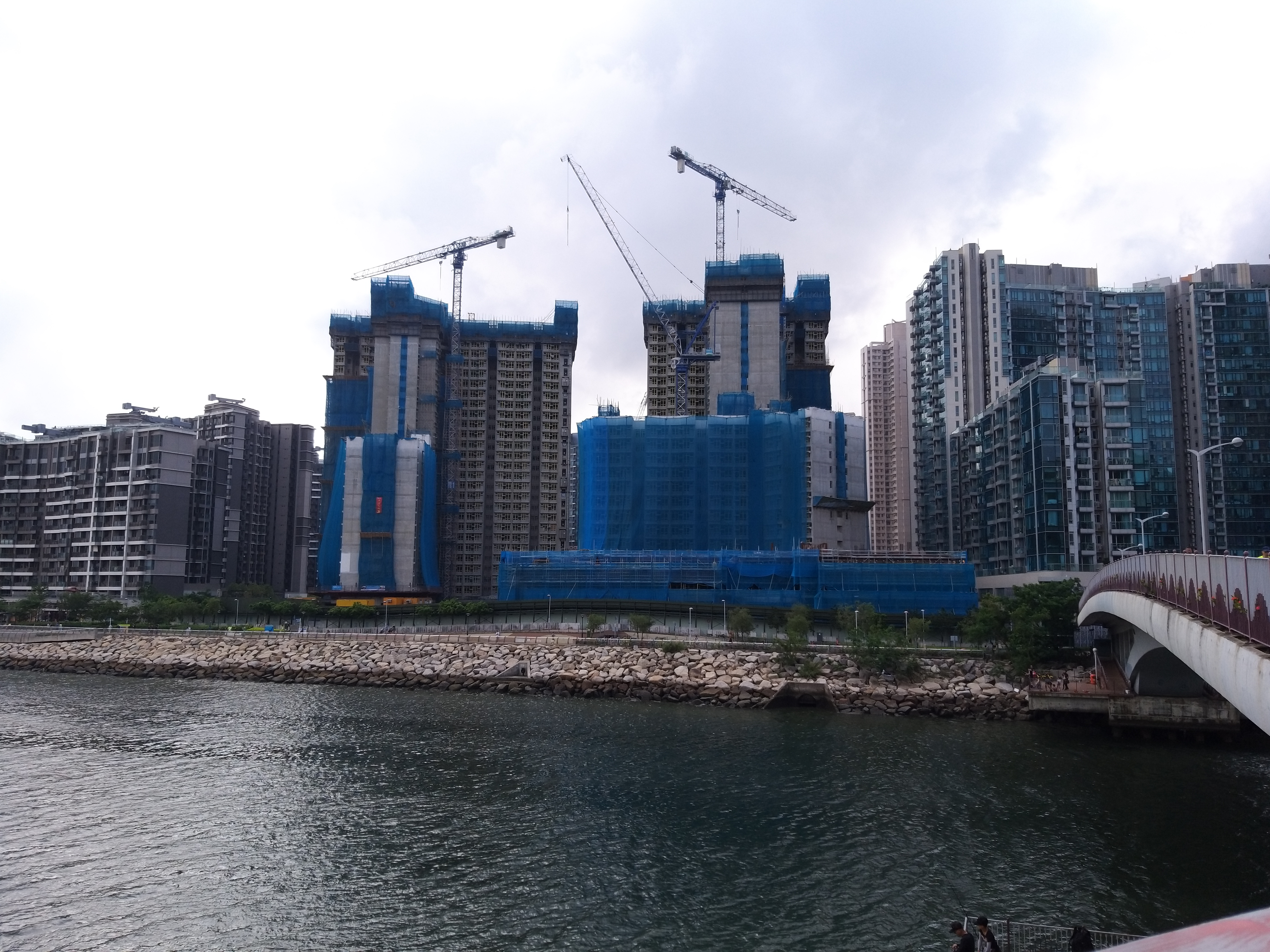
即將封頂，2019年5月
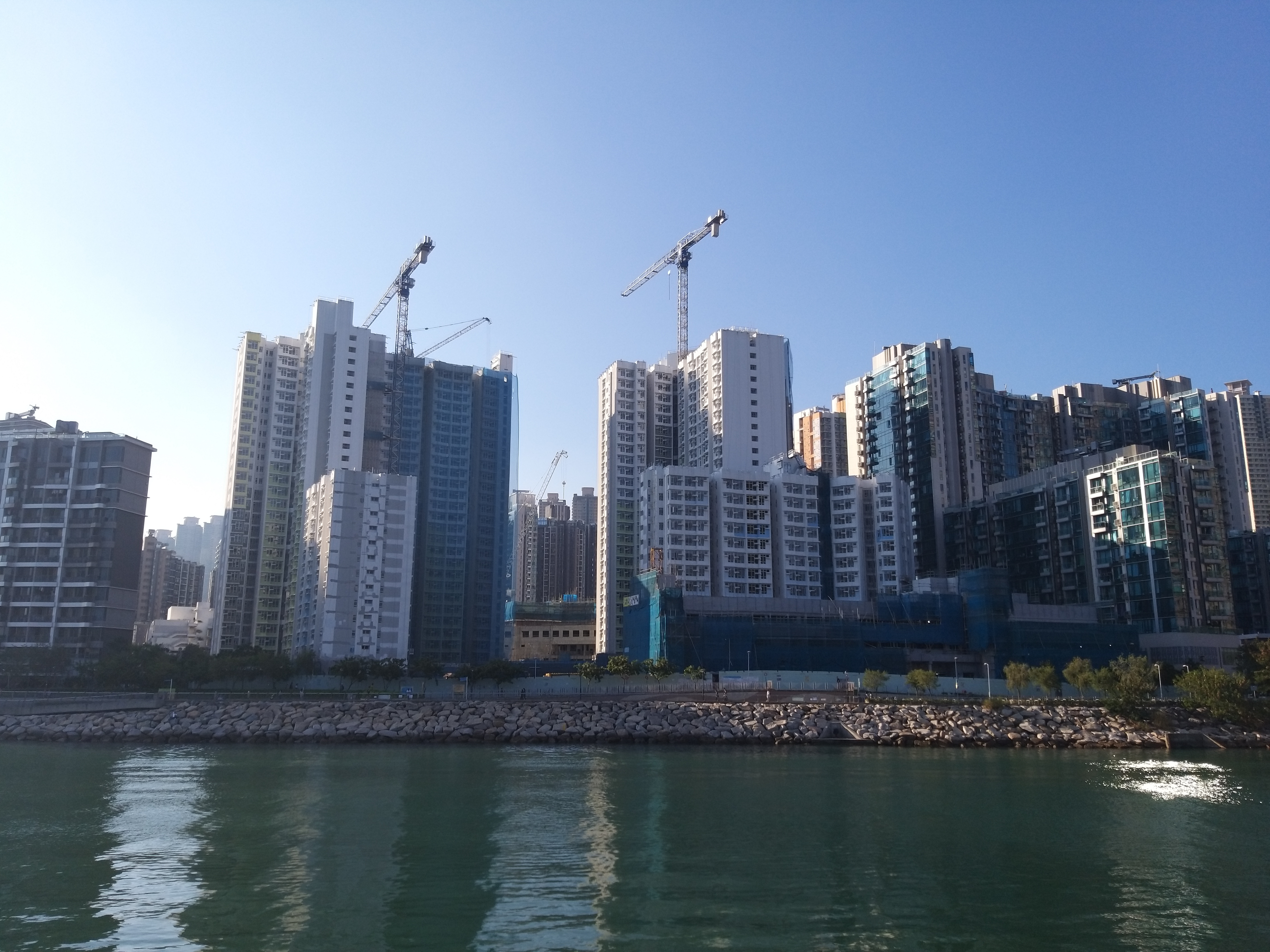
外牆初步完成上漆，2019年11月
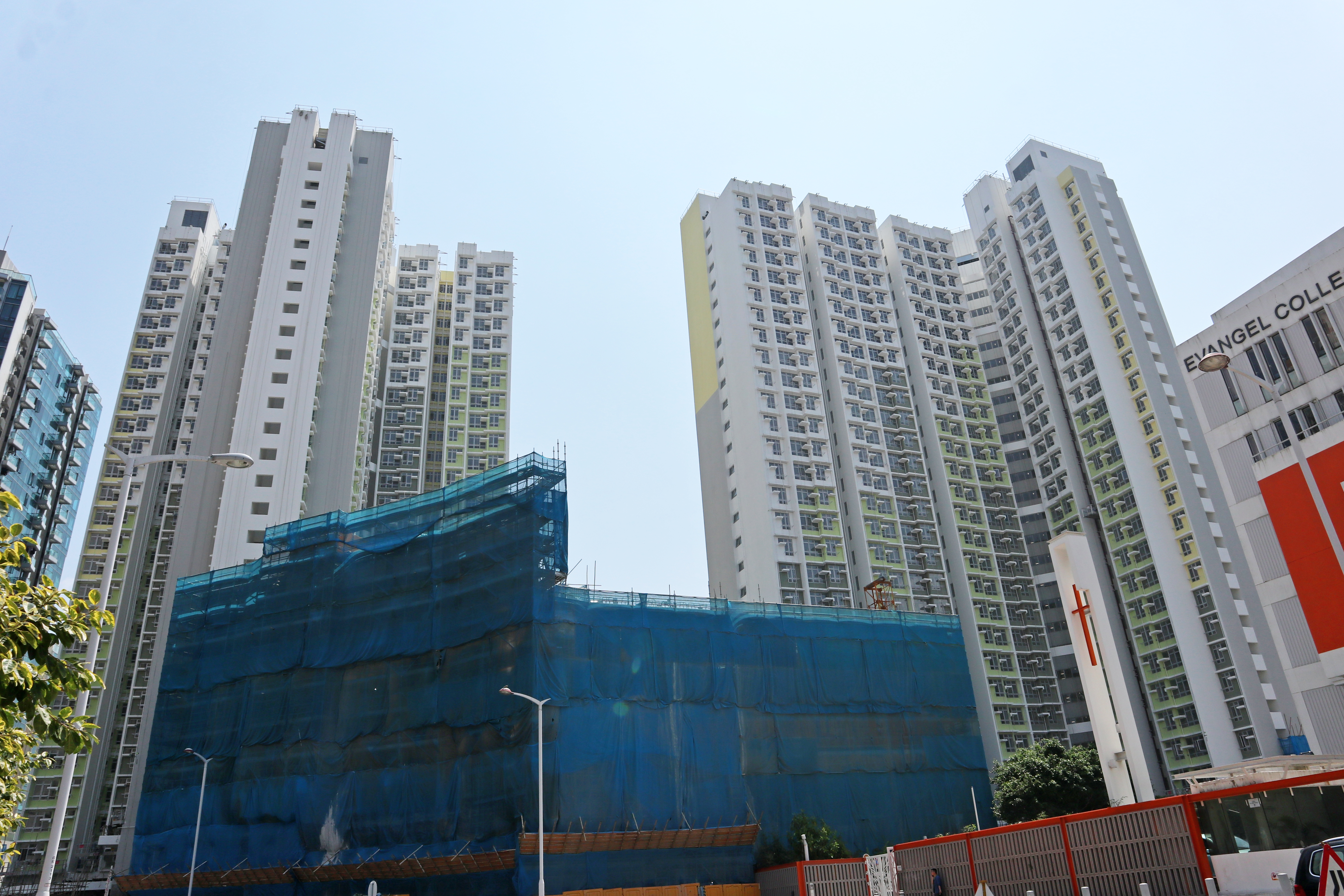
雍明苑西面外貌，2020年3月
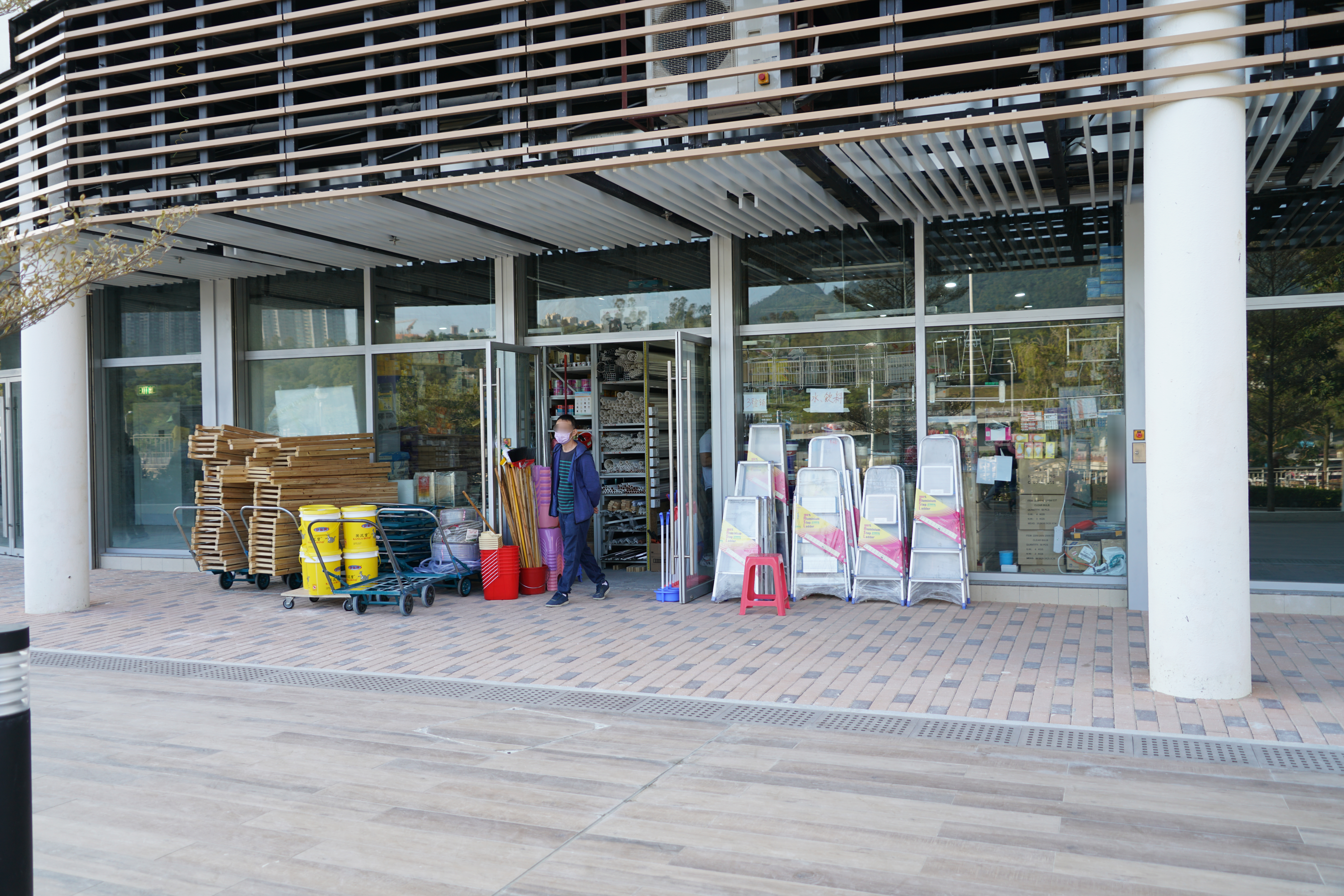
屋苑入伙初期開設的臨時五金家品店

## 軼事
於1990年代初，雍明苑連同播道書院、海翩滙所在的用地，曾經列為西區海底隧道的沉管鑄造工場的選址之一，但最後改為於石澳石礦場鑄造。

## 事件
- 2020年11月30日，剛入伙的潤明閣14樓發生火警，並且傳出爆炸聲。據悉起火原因疑為單位進行裝修期間，有工人不小心電鑽了電線而引發短路，並燒着雜物造成火勢蔓延。區議員黎煒棠指同層同翼單位雖然未遭殃及，不過涉事單位及其對上數層的外牆及窗戶仍遭嚴重熏黑。而居民也擔心火警會損害樓宇結構，要求房屋署派出員工進行仔細檢測。[10]

- 2021年2月，大批單位入伙裝修，屋苑範圍堆滿了大量建築廢料、裝修及家居垃圾，被居民稱為「堆填區」。當區區議員黎煒棠批評房屋署安排不理想，更透露管理公司曾經向房屋署申請額外費用以增聘人手，但遭拒絕，最後管理公司要自費聘請多十數名兼職清潔工。[11]